# Será que Elas São?
"Será Que Elas São?" é o sexto episódio da primeira temporada da sitcom brasileira Sob Nova Direção, protagonizada por Heloísa Perissé e Ingrid Guimarães, e exibida pela Rede Globo no dia 23 de maio de 2004. Após o piloto de final de ano exibido no dia 28 de dezembro de 2003, a série foi escolhida pela Rede Globo para fazer parte de sua programação, sendo encomendados 35 episódios exibidos sempre nas noites de domingo, após o Fantástico. Além de Bernardo Jablonski, Elisa Palatnik e Marcelo Saback, Ingrid Guimarães também co-escreveu o episódio, sendo o quarto da série a ser co-escrito por ela.
O episódio "Será Que Elas São" conta com as participações especiais de Angela Dip, Beth Lamas, Carlos Sato, Clarice Niskier, Marcelo Serrado e Serjão Loroza. No episódio, após um show de uma cantora gay no bar ter que lotou o bar, Pit e Belinha são confundidos como um casal lésbico, e após uma proposta irrecusável para estampar capa de revista e de patrocínio para o bar, as duas aceitam a farsa, só que Pit se apaixona pelo seu colega de teatro, que é um gay enrustido e o que aumenta ainda mais a confusão.

## História

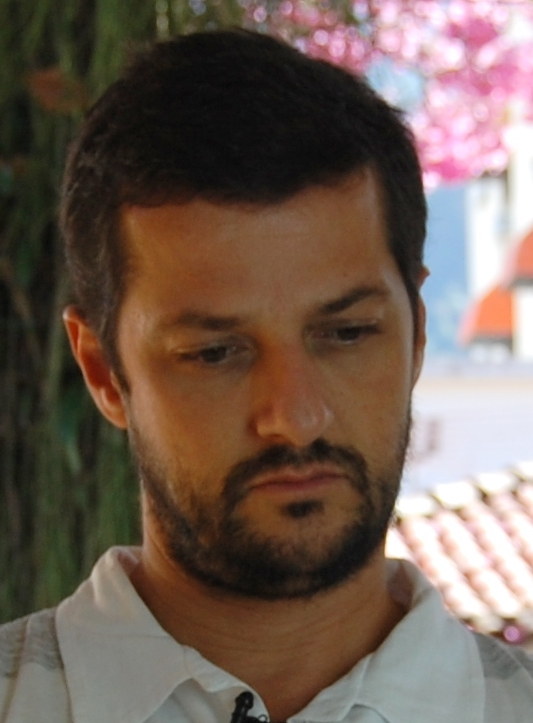
Marcelo Serrado participa do episódio como Otavinho, um gay enrustido.

Exibido no dia 23 de maio de 2004, "Será Que Elas São?" começa com Pit (Ingrid Guimarães) e Belinha (Heloísa Perissé) felizes que o bar está lotado, visto que Moreno (Luis Miranda) convidou uma cantora (Beth Lamas) para fazer um show no local e ela se tornou a atração do público predominantemente feminino, já que a cantora é gay e foi casada com uma tia dele. Em meio aos clientes, Belinha encontra Vivian Rochedo (Clarice Niskier), editora de uma revista chamada Mundo Gay, que acha que as amigas formam um casal homossexual e diz a ela que o bar é perfeito para o lançamento da revista, e que eles pretendem patrocinar uma série de eventos lá. Apesar de tentar desfazer o mal entendido com Vivian, que também acredita que Moreno e Franco (Luiz Carlos Tourinho) são gays, a moça vai embora empolgada com o local.
Convencida de que vale a pena o rótulo de gay pelo dinheiro que vai entrar, Belinha convence a muito custo os amigos Moreno e Franco a fingirem que são homossexuais, e que com a ajuda de um amigo (Serjão Loroza), os dois conseguem disfarçar. Mas Pit não aceita de primeira, visto que ela está gostando de um colega do seu grupo de teatro, Otavinho (Marcelo Serrado) e não quer botar tudo a perder. Só que o que ela não desconfia, mesmo estando visível, é que Otavinho também é gay. Após isso, Belinha vai à redação, com o visual e voz mais masculina, e Vivian dá em cima dela. Após um jantar afrodisíaco com Otavinho, Pit tenta seduzi-lo, mas ao tocar a canção "I Will Survive" (de Gloria Gaynor), ele se revela gay. Ao chegar no bar à procura de Belinha, Vivian se dá conta que ela e Pit "reataram" o suposto romance, mas logo a farsa é revelada e no final um número musical com a canção "Y.M.C.A." (do Village People) é feito.